# Калашников, Иван Макарович
Иван Макарович Калашников (1922, Иркутская область — 12.04.1945) — разведчик 175-го гвардейского стрелкового полка 58-й гвардейской стрелковой дивизии 5-й гвардейской армии 1-го Украинского фронта, гвардии сержант.

## Биография
Родился в 1922 году в селе Свирск Черемховского района Иркутской области. Окончил 5 классов.
В Красной Армии с августа 1941 года. На фронтах Великой Отечественной войны с сентября 1941 года. Принимал участие в освобождении Польши.
Разведчик 175-го гвардейского стрелкового полка гвардии младший сержант Иван Калашников при выполнении боевого задания в ночь на 11 сентября 1944 года северо-восточнее населенного пункта Подвале первым из группы захвата проник в расположение противника и вывел из строя пулеметный расчет, тем самым прикрыв бойцов от флангового удара. Задание по захвату «языка» группа выполнила. За мужество и отвагу, проявленные в боях, гвардии младший сержант Калашников Иван Макарович 19 сентября 1944 года награждён орденом Славы 3-й степени.
В ночь на 28 октября 1944 года гвардии сержант Иван Калашников, действуя в группе захвата севернее населенного пункта Новы-Фаленцин, одним из первых достиг траншеи противника и вывел из строя линию связи. Группа истребила пятерых и захватила в плен одного гитлеровца. За мужество и отвагу, проявленные в боях, гвардии сержант Калашников Иван Макарович 20 декабря 1944 года награждён орденом Славы 2-й степени.
13 января 1945 года в районе населенного пункта Новогура Иван Калашников участвовал в захвате «языка». Разведчики вступили в неравный бой с противником. В этом бою Иван Калашников вывел из строя пушку вместе с расчетом, сразил из автомата пятерых вражеских солдат и одного взял в плен. Группа захвата заняла окраину населенного пункта и удерживала её до подхода подразделения.
Указом Президиума Верховного Совета СССР от 27 июня 1945 года за образцовое выполнение заданий командования в боях с немецко-вражескими захватчиками гвардии сержант Калашников Иван Макарович награждён орденом Славы 1-й степени, став полным кавалером ордена Славы.
Но не удалось Ивану Калашникову получить заслуженную награду Родины. Он погиб в бою 12 апреля 1945 года.
Награждён орденами Славы 1-й, 2-й и 3-й степени.